# Mathieu Croonenberghs
Jean Mathieu François Adam Clément Joseph Croonenberghs ook genaamd Thieu Croonenberghs (Maaseik, 8 oktober 1904 - Ukkel, 15 mei 1976) was een Belgisch volksvertegenwoordiger.

## Levensloop
In 1926 promoveerde Croonenberghs tot doctor in de rechten aan de Katholieke Universiteit Leuven. Vervolgens werkte hij van 1926 tot 1940 als advocaat aan de Balie van Tongeren.
In 1924-1925 behoorde hij tot de voornaamste acteurs van de studentenrevoltes in Leuven. Omdat hij aan de universiteit enige invloed kon uitoefenen, stuurde hij verenigingen in Vlaams-nationalistische richting. In 1929 was hij medestichter van de Katholieke Vlaamse Volkspartij Limburg. Voor deze partij was hij vanaf 1932 gemeenteraadslid van Maaseik, waar hij van 1938 tot 1940 schepen was.
In 1933 sloot het KVVL zich aan bij het Vlaamsch Nationaal Verbond, de partij waarvoor Croonenberghs van 1936 tot 1937 provincieraadslid van Limburg was. Daarna zetelde hij van 1937 tot 1939 voor het VNV in de Kamer van volksvertegenwoordigers voor het arrondissement Tongeren-Maaseik.
In die periode was hij eveneens actief in het culturele leven van zijn streek, onder meer als regisseur van de toneelkring Vast als Eyck bij der Mase (1926-1938). Ook was hij lid van de raad van bestuur van Het Nationaal Vlaamsch Toneel.
Toen de Tweede Wereldoorlog uitbrak, werd hij in collaboratieactiviteiten betrokken. In oktober 1940 werd hij hoofd van de Limburgse afdeling van het Commissariaat voor Prijzen en Lonen en in 1941 werd hij directeur-generaal op het Ministerie van Binnenlandse Zaken. Van oktober 1942 tot maart 1943 was hij dienstdoende gouverneur van Brabant. In april 1943 werd hij kabinetschef van secretaris-generaal van Binnenlandse Zaken Gérard Romsée, bevoegd voor het Nederlandstalig landsgedeelte. Na de Bevrijding werd hij veroordeeld tot drie jaar celstraf.
Eenmaal weer vrij, was hij in 1947 bij de eersten om de redactie van De Standaard opnieuw in werking te stellen. Hij leidde de documentatiedienst en de redactiedienst van Het Nieuwsblad. Ook was hij tot aan zijn pensioen in 1969 juridisch kroniekschrijver, wat aanleiding gaf tot zijn publicaties van vulgariserende juridische werken. 
Vanaf 1964 werkte hij mee aan televisieprogramma's van de BRT. Hij werd een bekend gezicht, als assisenvoorzitter in Beschuldigde, sta op, een reeks waarin processen werden gereconstrueerd.

## Publicaties
- De familie en de wet, 2 delen, Leuven, 1967
- Jeugdbescherming, Lier, 1967